# Алоіс Габа
Алоіс Габа (чеськ. Alois Hába; *21 червня 1893, Візовіце — †18 листопада 1973, Прага) — чеський композитор, викладач, теоретик музики.

## Біографія
Народився в родині музикантів. Навчався в Празі, Берліні та Відні у Франца Шрекера. У творчості (починаючи з Сюїти для струнних, 1917) і музично-теоретичних працях розробляв новаторську концепцію мікрохроматичної композиції. Розглядав розподіл цілого тону на 4 (четвертитонова композиція), 3, 6 і 12 частин. Сконструював фортепіано з трьома клавіатурами для видобування зазначених мікроінтервалів. У 1924-51 роках (з перервами) викладав основи четвертитонової композиції в Празькій консерваторії.
Найвизначніший твір Хаби, опера «Мати» (лібрето автора на теми волоського фольклору; 1929 року, пост. 1931), послідовно витримана в четвертитоновій системі.
Серед учнів Хаби були Гідеон Кляйн і Іеронімас Качінскас.